# Resultados do Carnaval de Natal
Resultados do Carnaval de Natal.

## 2013
Não houve.

## 2016

### Escolas de samba
| Grupo A    | Grupo A              | Grupo A   | Grupo A   | Grupo A |
| Colocação  | Escola               | Pontos    | Premiação | Ref.    |
| ---------- | -------------------- | --------- | --------- | ------- |
| 1º         | Balanço do Morro     | 119,5     | R$ 9 mil  | [ 1 ]   |
| 2º         | Malandros do Samba   | 118,17    | R$ 5 mil  | [ 1 ]   |
| 3º         | Asas de Ouro         | 106,54    | R$ 3 mil  | [ 1 ]   |
|            |                      |           |           |         |
| Grupo B    |                      |           |           |         |
| Colocação  | Escola               | Pontuação | Premiação | Ref.    |
| 1º         | Confiança do Samba   | 109,1     |           | [ 1 ]   |
| 2º         | Acadêmicos do Morro  | 106,4     |           | [ 1 ]   |
| 3º         | Águia Dourada        | 105,6     |           | [ 1 ]   |
| *rebaixada | Unidos de Santa Cruz |           |           | [ 1 ]   |

### Tribos de Índios
| Grupo A   | Grupo A        | Grupo A   | Grupo A   |       |
| Colocação | Escola         | Pontuação | Premiação | Ref.  |
| --------- | -------------- | --------- | --------- | ----- |
| 1º        | Tribo Guarani  | 88,2      |           | [ 1 ] |
| 2º        | Tribo Guaracys | 88,1      |           | [ 1 ] |
| 3º        |                |           |           | [ 1 ] |

## 2017

### Escolas de samba
- 1- Balanço do Morro
- 2- Malandros do Samba
- 3- Acadêmicos do Morro[2]

## 2018

### Escolas de samba
Grupo A
- 1- Balanço do Morro - 114,9 pontos[3]
- 2- Malandros do Samba - 113.25
- 3- Águia Dourada - 112,7
- 4- Imperatriz Alecrinense - 107,1
- 5- Acadêmicos do Morro - 104,6

Grupo B
- 1- Grande Rio do Norte

## 2020

### Grupo A
- 1- Águia Dourada - 114,05[4]
- 2- Malandros do Samba - 113,8
- 3- Balanço do Morro - 113,47
- 4- Acadêmicos do Morro ▼

### Grupo B
- 1- Batuque Ancestral - 109,9 ▲
- 2- União do Samba - 108,8
- 3- Grande Rio Grande do Norte - 103